# N'Golo Kanté
N'Golo Kanté (Paris, 29 de março de 1991) é um futebolista francês de ascendência malinesa que atua como volante. Atualmente joga no Al-Ittihad.

## Clubes

### Início
Nascido no 10.º arrondissement de Paris, N'Golo começou sua carreira pelos juniores do Suresnes. Em 2010, assinou um contrato amador para jogar pela equipa B do Boulogne. Após a despromoção da equipa principal em 2012, foi promovido e conseguiu tornar-se um titular absoluto no meio campo da equipa francesa.
Durante a temporada 2012/13, jogou na terceira divisão francesa e só perdeu um jogo nessa temporada pelo Bolougne. Em 10 de Agosto, marcou seu primeiro golo contra o US Luzenac no Stade de la Libération, e marcou ainda dois golos nessa campanha.

### Caen
Em 2013, foi transferido para o Caen, num contrato de 3 anos, para a disputa da Ligue 2. Rapidamente tornou-se peça chave da equipa francesa, ao ponto de ser nomeado para a Equia da Temporada da Ligue 2 na cerimônia dos troféus UNFP no fim da temporada.
Em seu primeiro jogo na Ligue 1, fez também seu primeiro golo pelo Caen, contra o Évian. Suas performances marcantes fizeram dele uma das "revelações" do campeonato. Franck Silvestre, por exemplo, recomendou sua convocação para a seleção francesa, dizendo que N'Golo poderia se tornar melhor que Claude Makélélé. Em outubro de 2014, prolongou seu contrato para até 2018. A mídia considerava que, por seu desempenho recorrente pelo clube, N'Golo poderia ser transferido para um clube de maior expressão no fim da temporada 2014–15.

### Leicester
Com notícias de abordagens de clubes como Olympique de Marseille, Lyon e West Ham United, Kanté acabou por se transferir ao Leicester City num contrato de quatro anos, e um passe reportado de 8 milhões de euros. No dia 7 de novembro de 2015, fez seu primeiro gol na Premier League, na partida ante o Watford.
Ele ganhou elogios e aplausos por suas atuações consistentes e impressionantes pelos Foxes, sendo considerado como um dos fatores-chaves para o sucesso da equipe em 2015/16, com um número elevado de roubada de bolas e interceptações. Chegou em Abril acumulando 149 interceptações e foi um dos quatro jogadores do time para o PFA Team of the Year.

### Chelsea

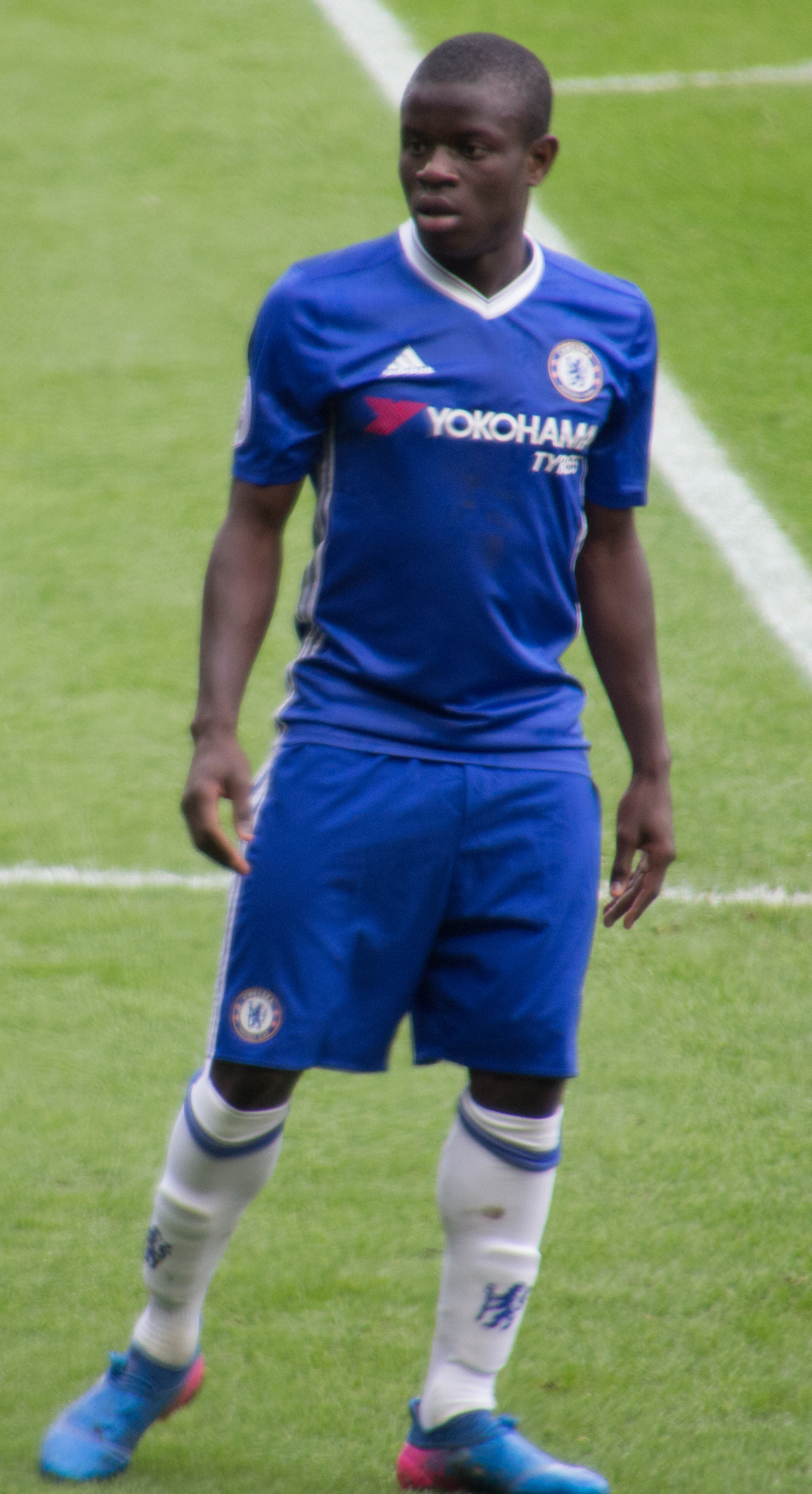
Kanté em 2017 pelo Chelsea.

Em 16 de julho de 2016, foi anunciado como reforço do Chelsea por £32 milhões. Após assinar o contrato de cinco temporadas, Kanté disse: ''Estou feliz em assinar com um dos maiores clubes da Europa. É um sonho que está sendo concretizado''. Kanté anotou seu primeiro gol com a camisa do Chelsea no dia 23 de outubro de 2016, em clássico contra o Manchester United. No dia 26 de dezembro foi o sexto colocado na eleição de melhor jogador do mundo na temporada 2015-16.
Marcou o gol da vitória sobre o Manchester United, nas quartas de final da FA Cup no dia 13 de março de 2017. Foi escolhido em 20 de abril para integrar a seleção do campeonato e também como o jogador da temporada 2016-17 da Premier League.
Tornou-se uma unanimidade no meio-campo do Chelsea ainda em sua primeira temporada, sendo fundamental na realização de desarmes. Na temporada 2018-19, devido recomendação do italiano Maurizio Sarri, Kanté passou a jogar de maneira mais adiantada, aparecendo as vezes como elemento surpresa dentro da área. Jogando dessa maneira marcou o primeiro gol do Chelsea na temporada em vitória sobre o Huddersfield Town por 3-0 válida pela primeira rodada da Premier League.
Também foi decisivo na partida de volta da semifinal da Copa da Liga Inglesa marcando o gol que abriu a vitória por 2x1 sobre o Tottenham. Em 2018-19, Kanté fez a sua temporada mais goleadora na carreira até então tendo no total marcado 5 gols. Kanté seguiu atuando mais adiantado também com o técnico Frank Lampard na temporada 2019-20, marcando 3 gols. Em 2021, conquistou a Liga dos Campeões da UEFA e o Mundial de Clubes da FIFA, também foi nomeado o melhor meio-campista do futebol europeu, ficando entre os cinco melhores jogadores do mundo pela FIFA e Bola de Ouro.

### Al-Ittihad
No dia 20 de junho de 2023, o Al-Ittihad anunciou oficialmente a contratação de N'Golo Kanté, o  clube saudita irá pagar 100 milhões de euros por temporada.

## Seleção Francesa
Na sua estreia diante da Romênia na Eurocopa 2016 foi o jogador  com maior número de passes, maior número de interceptações e o que mais percorreu o campo durante o jogo. Foi o responsável pelo passe dado no minuto 89 para Dimitri Payet na vitória por 2-1.
Em 17 de maio de 2018 foi convocado por Didier Deschamps para a lista de 23 que defenderiam a França na Copa do Mundo FIFA de 2018, conquistando o bicampeonato para a França, sendo nomeado um dos melhores jogadores do Mundial.

## Títulos
Leicester City
- Premier League: 2015–16[32]

Chelsea
- Copa do Mundo de Clubes da FIFA: 2021[33]
- Liga dos Campeões da UEFA: 2020–21[34]
- Liga Europa da UEFA: 2018–19[35]
- Supercopa da UEFA: 2021[36]
- Premier League: 2016–17[37]
- Copa da Inglaterra: 2017–18[38]

Al-Ittihad
- Campeonato Saudita: 2024–25[39]
- Copa do Rei: 2024–25[40]

França
- Copa do Mundo FIFA: 2018[41]

### Honrarias
- Equipe do Ano PFA da Premier League: 2015–16,[42] 2016–17[43]
- Jogador do Ano do Leicester City: 2015–16[44]
- Futebolista Inglês do Ano da PFA: 2016–17[45]
- Futebolista Inglês do Ano da FWA: 2016–17[46]
- Melhor Jogador da Premier League: 2016–17[47]
- Jogador Francês do Ano: 2017,[48] 2018[49]
- Jogador do Ano do Chelsea: 2017–18[50]
- Seleção da Copa do Mundo FIFA: 2018[51]
- FIFPro World XI: 2018,[52] 2021[53]
- Time do Ano da UEFA: 2018[54]
- Equipe Ideal da Liga Europa da UEFA: 2018–19[55]
- Melhor Meio-Campista da ESPN: 2019[56]
- Melhor Jogador da Final da Liga dos Campeões da UEFA: 2021[57]
- Equipe Ideal da Liga dos Campeões da UEFA: 2020–21[58]
- Melhor Meio-Campista da UEFA: 2020–21[59]
- IFFHS ALL TIME FRANCE MEN'S DREAM TEAM (Time C)[60]